# Missorium

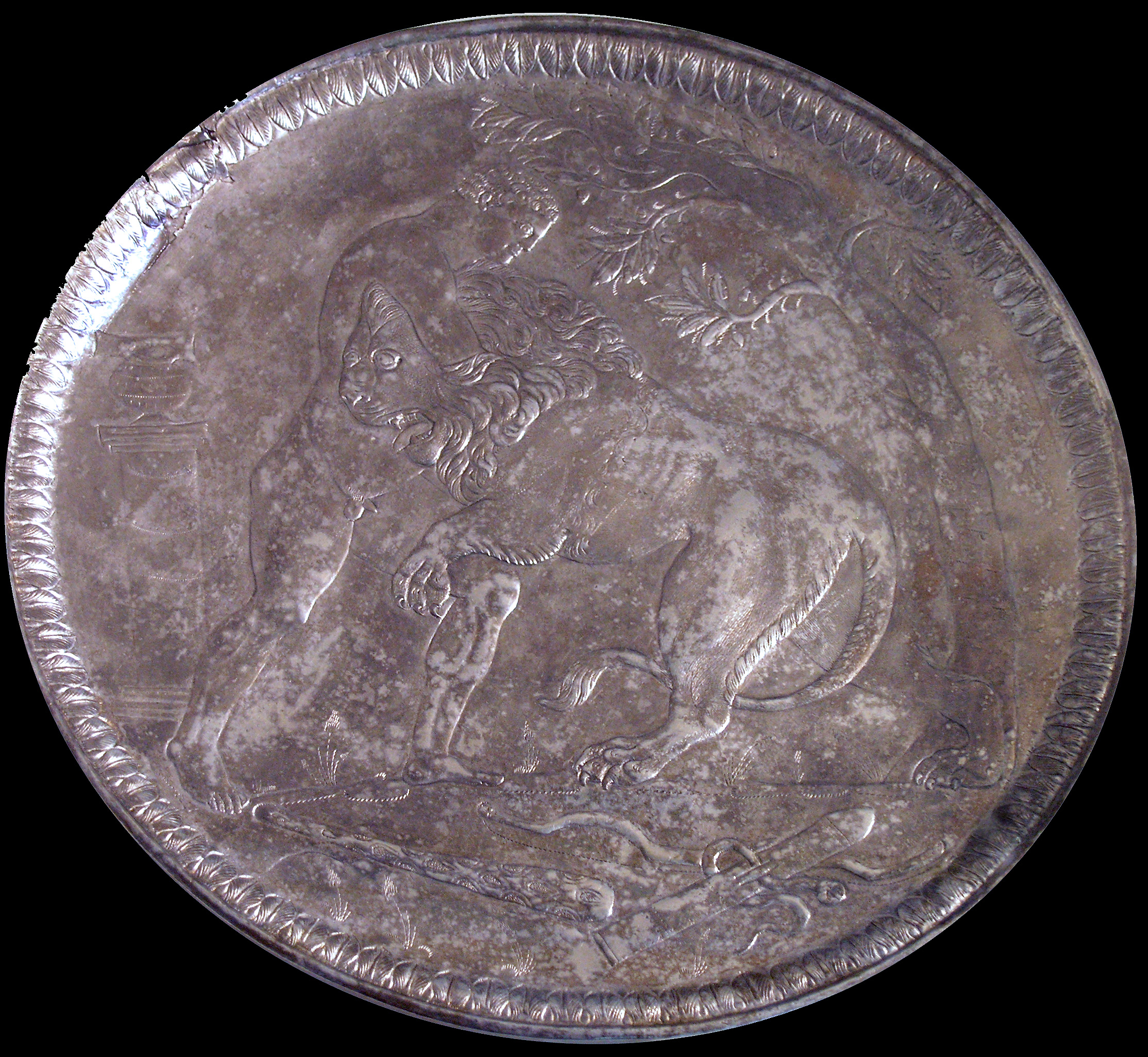
Missorium di Ercole in lotta con il leone di Nemea. Siglo VI.

Il missorium, o missorio, è un grande disco o piatto in argento, oro o avorio, in uso in epoca romana e bizantina; di solito era inviato dall'imperatore ai governatori delle province per celebrare ricorrenze o assunzioni al trono.
I manufatti sono noti anche come teofanie: nel dominio teocratico, l'imperatore è delegato da Dio ed esercita giudizio in materia religiosa; Eusebio di Cesarea, nella Vita Costantini, riporta lo stretto legame tra Impero (come imitazione del Cielo) e Regno dei Cieli. Il missorium ha quindi rilevanza in quanto manifesto politico dell'epoca, in forma iconica.
In una teofania di Teodosio I (379-395) del 388, celebrativa del decennale d'elezione, è raffigurato Teodosio in posizione centrale sotto un timpano, con ai lati i colleghi, e sotto una personificazione della Terra. C'è una linea a dividere sovra-terrestre e terrestre; le figure, inoltre, sono disposte in base alla scala gerarchica e raffigurate secondo la convenzione di attribuire l'altezza delle figure in modo direttamente proporzionale al ruolo rivestito.